# Mashiki
Mashiki (jap. 益城町 Mashiki-machi) – miasto w Japonii, na wyspie Kiusiu, w prefekturze Kumamoto. Według danych na rok 2020 miejscowość zamieszkiwało 32 510 mieszkańców , a gęstość zaludnienia wyniosła 495 os./km².